# 軌間変更
航空業界における軌間変更(change of gauge)とは直通便のうち寄港地での機材変更を伴うものを指す。鉄道において異なる軌間を直通運転する列車になぞらえてこう呼ばれている。地方路線から幹線へ直通する場合は特に漏斗便とも呼ばれる。

## 位置付け
航空業界では同一便名で運航するフライトを一括りに直通便と呼ぶ。直通便には
- 直行便： 出発地から目的地までどこにも寄港せずに運航する便。ノンストップ便。例)エア・カナダ835便ジュネーヴ発モントリオール行き。
- 非直行便： 便名は変わらないものの、途中寄港地に立ち寄る便。
  - 軌間変更を伴う便： 寄港地で機材を変更するため乗り換えが必要になる非直行便。
  - 軌間変更を伴わない便： 同一機材で目的地まで向かう非直行便。使用機材は変わらないが、寄港地や航空会社の事情により経由地で一旦機外に出なければならないこともある。例)エア・カナダ835便ジュネーブ発トロント行き。途中モントリオールに寄港するが使用機材は変わらない。

の3種類がある。ちなみに機材変更があり、かつ便名も変わる場合は軌間変更とは呼ばず、単に乗継便と呼ばれる。
Y字型軌間変更とは途中行先が二股に分かれるケースを指す。 この場合便名は行き先毎に一つずつ割り当てられる。例えばボストン発、パリ経由アテネ行きを100便、ボストン発、パリ経由ローマ行きを200便とする場合などが該当する。ボストン-パリ間は同一の便に100便と200便の二つの便名が与えられる。
一般に国内線から国際線へ連絡する便やその往路に同一便名が与えられることが多い。例を挙げると
- アメリカン航空1465便： タンパ発マイアミ経由モントリオール行きはマイアミで機材変更(ボーイング737から別のボーイング737へ)。
- デルタ航空275便： オーランド発デトロイト経由成田行きはデトロイトで機材変更(ボーイング757から同747へ)。[4]

また国内便同士の軌間変更も行われる。
- アメリカン航空653便： フィラデルフィア発シャーロット経由オースティン行きはシャーロットで機材変更(エアバス320から同319へ)。

## 米国
特に地方空港からは見かけ上就航地が増えたように見えるので、経費のかからない路線網の拡充策として軌間変更を利用する航空会社も多い。特に米国では2001年時点で、大手6社(アメリカン航空、コンチネンタル航空(現ユナイテッド航空)、デルタ航空、ノースウエスト航空(現デルタ航空)、ユナイテッド航空、USエアウェイズ(現アメリカン航空))全てが軌間変更を採用していた。
一方、体の不自由な人など、機材変更を極力避けたいという旅行者は多い。同一便名であっても目的地まで同一機材で運航するとは限らず、誤解を招きやすい慣行ではある。 このため連邦規則集14章258条(軌間変更の公示義務)において、便名は同じでも乗り換えが必要となる場合にはその旨を航空券の発券前に明示することが義務付けられている。